# Chamula reliqua
Chamula reliqua är en stekelart som först beskrevs av Cresson 1874.  Chamula reliqua ingår i släktet Chamula och familjen brokparasitsteklar. Inga underarter finns listade i Catalogue of Life.